# 勒镇 (卡尔瓦多斯省)
勒镇（法語：Reux）是法国卡尔瓦多斯省的一个市镇，属于利西厄区（Lisieux）蓬莱韦屈埃县（Pont-l'Évêque）。该市镇总面积7.39平方公里，2009年时的人口为410人。

## 人口
勒镇人口变化图示
| 数据来源：INSEE |